# Routenplaner
Routenplaner (Streckenplaner, Wegplaner, von französisch: route = Weg) sind Computerprogramme und mobile APPs, mit deren Hilfe ein Weg zwischen einem Start- und einem Zielort gefunden werden kann. Meistens können dabei auch ein oder mehrere Orte als Zwischenziele („via“) angegeben werden. Es können zudem meistens Wünsche angegeben werden, ob die schnellste, die kürzeste, die wirtschaftlichste (ökonomischste) oder manchmal auch die schönste Route gesucht werden soll.
Routenplaner basieren beispielsweise auf GPX-Daten
bzw. Daten u. a. im GIS-, GeoJSON-, Shapefile-, Keyhole Markup Language(KML)- oder GeoPackage(GPKG)-Format in Verbindung mit aktuellen eigenen Positionsbestimmungen mittels dem weltweiten GPS-System bzw. anderer globaler satellitengestüzter Navigationssysteme wie dem europäischen Galileo oder auch GLONASS oder Beidou.

## Nutzungsarten / Nutzungswege
Routenplaner sind mittlerweile auf unterschiedlichen Wegen nutzbar bzw. verfügbar, d. h. mit Stand im Jahr 2025 insbesondere
- als Online-Webanwendung bzw. per Browser und somit u. a. per Firefox inklusive dessen Forks, per Vivaldi, per Safari, per Google Chrome und Microsoft Edge etc. und somit auch auf PCs bzw. Geräten mit Linux- oder MS-Windows- bzw. Mac-Betriebssystemen, sowie
- über Smartphone-Apps insbesondere für das Android-, das HarmonyOS und das Apple iOS-Betriebssystem. Die Karten sind dabei i. d. R. im Online-Betrieb nutzbar, teilweise aber auch offline, d. h. auf dem jeweiligen Gerät speicherbar,
- als eigenständige Navigationsgeräte bzw. spezielle GPS-Geocaching-Geräte, wie sie z. B. von Herstellern wie Garmin, TomTom etc. angeboten  werden und zudem sind sie mittlerweile verbreitete Bestanteile in den Infotainment-Systemen von KFZs und somit als fest integrierte KFZ-herstellereigene bzw. herstellerspezifische Software insbesondere in PKWs.

Mittlerweile berücksichtigen Routenplaner dabei in ihren Anzeigen zumeist die verschiedenen Fortbewegungsarten, d. h. insbesondere spezielle Anzeigen für "zu Fuß", "per Fahrrad" inklusive Pedelec sowie "per KFZ". Des Weiteren gibt es spezielle Routenplaner für LKW, die zum Beispiel Gewichts- und Durchfahrtshöhenbeschränkungen innerhalb des Straßenverkehrs berücksichtigen, für Wohnmobile, die zum Teil auch über ein "Reisemobil-Stellplatz-Radar" verfügen, sowie für eine Fortbewegung per Motorrad. Für Radfahrer gibt es dabei auch spezielle Routenplaner, die bei der Streckenermittlung möglichst fahrradfreundliche Verbindungen auswählen.

## Auswahl an Routenplanern
Routenplaner lassen sich nach unterschiedlichen Gesichtspunkten einordnen. Dementsprechend sind hier dafür einige Untergruppen gebildet mit ausgewählten Angaben über jeweils bei den dortigen Routenplanern vorhandene Eigenschaften. Unberücksichtigt sind dabei an dieser Stelle eigenständige Navigationsgeräte bzw. spezielle GPS-Geocaching-Geräte, wie sie z. B. von Herstellern wie Garmin, TomTom etc. angeboten werden. Ebenso hier unberücksichtigt sind die in die Infotainment-Software von KFZs integrierten Routenplaner, die i. d. R. spezielle KFZ-herstellereigene Produkte sind.

### Communitybasierte Routenplaner
Die communitybasierten, nichtkommerziellen Routenplaner basieren auf dem freien Projekt OpenStreetMap  (OSM) und beinhalten natürlich dementsprechend die Basis für eine Kartenunterscheidung je nach Fortbewegungsart ("zu Fuß", "per Rad" etc.). Datensparsamkeit bei ihrer Nutzung ist zudem eines ihrer deutlichen Merkmale.
1. OpenStreetMap (OSM)-Routenplanung ist direkt verfügbar als Online-Webanwendungen über die Projektseite selbst.
2. OsmAnd~ „Globale Karten- und Navigationsapplikation“ ist eine communitybasierte APP für IOS und Android und ist in besonderer Form auch über den F-Droid-Store erhältlich[3] und die Karten sind auch offline nutzbar.
3. Organic Maps „Offline Wandern, Radfahren, GPS-Navi“, auch eine communitybasierte APP für IOS und Android und über den F-Droid-Store erhältlich[4] und die Karten sind ebenfalls offline nutzbar.
4. "OSM Dashboard" als communitybasierte APP für Android über den F-Droid-Store erhältlich[5] und die Karten sind auch offline nutzbar.
5. CoMaps „Wandern, Radfahren, Autofahren – Offline navigieren mit Datenschutz“ ist auch eine communitybasierte APP für IOS und Android und über den F-Droid-Store erhältlich[6] und die Karten sind ebenfalls offline nutzbar und im Webbrowser.
6. "OSRM routing" von FOSSGIS per Webbrowser.
7. Magic Earth   „Wir verflogen ihre Aktivitäten nicht“[7]    als APP
8. OpenSeaMap  "die freie Seekarte" mit frei nutzbaren nautischen Information und Geodaten.
9. Öffi bzw. "Oeffi" für den ÖPNV, d. h. für den Nah-/Fernverkehr in Deutschland als App[8] im F-Droid-Store.

### Routenplaner von Bundes- bzw. Landesbehörden
- Hier folgende Auswahl von Routenplanern von Bundes- bzw. Landesbehörden:

1. Swisstopo – vom Schweizer Bundesamt als APP  – Schwerpunkt Schweiz
2. Französisches Geoportal "geoportail.gouv.fr"  im Webbrowser
3. Spanisches Geoportal "ign.es/iberpix/visor"  im Webbrowser
4. Österreichisches Bundesamt für Eich- und Vermessungswesen (BEV) mit APP und Webanwendungen
5. Deutsches Bundesamt für Kartographie und Geodäsie  mit  Webanwendungen

- sowie folgende (Rad-)Tourenplaner bei deutschen Bundesländern, alle im Webbrowser:

1. "Radroutenplaner-Deutschland" mit 12 Radfernwegen sowie dem 'Radweg Deutsche Einheit', von einer Reihe deutscher Bundesländer gemeinschaftlich bereitgestellt mit Anzeige im Webbrowser
2. "Radroutenplaner NRW" = Radtourenplaner seitens dem Bundesland Nordrhein-Westfalen (NRW) sowie zusätzlich der "Wanderroutenplaner NRW"
3. "Radlland Bayern" = Radtourenplaner seitens dem Bundesland Bayern
4. "Radverkehrsnetz Schleswig-Holstein " = Radtourenplaner seitens dem Bundesland Schleswig-Holstein
5. "Radnetzplaner-MV" = Radtourenplaner seitens dem Bundesland Mecklenburg-Vorpommern (MV)
6. "Radnetz BW" = Radtourenplaner seitens dem Bundesland Baden-Württemberg (BW)
7. "Das Saarland wird Radland" = Radtourenplaner seitens dem Bundesland Saarland
8. "Tourenplaner Rheinland-Pfalz" = Radtourenplaner seitens dem Bundesland Rheinland-Pfalz (RP)
9. "Radnetzplaner Thüringen" = Radtourenplaner seitens dem Bundesland Thüringen
10. "SachsenNetz Rad" = Radtourenplaner seitens dem Bundesland Sachsen
11. "Radverkehrsnetz Schleswig-Holstein" = Radtourenplaner seitens dem Bundesland Schleswig-Holstein
12. "Radrouten Berlin" = Radtourenplaner seitens dem Bundesland Berlin
13. "Radtouren Sachsen-Anhalt" = Radtourenplaner seitens dem Bundesland Sachsen-Anhalt
14. "Radroutenplaner Hessen" = Radtourenplaner seitens dem Bundesland Hessen
15. "Unterwegs auf Brandenburgs Fernradwegen" = Radtourenplaner seitens dem Bundesland Brandenburg
16. "Radtouren in Bremen, Bremerhaven" = Radtourenplaner seitens dem Bundesland Bremen
17. "Radfahren Niedersachsen" = Radtourenplaner seitens dem Bundesland Niedersachsen

Davon befinden sich mindestens die Webseiten der Bundesländer Brandenburg, Rheinland-Pfalz, Sachsen-Anhalt und Niedersachsen technisch betrachtet offensichtlich auf Webseiten-Domains von jeweils durch die Länder beauftragten Touristik-Marketingagenturen.

### Kommerzielle Routenplaner
Kommerzielle Routenplaner haben i. d. R. insbesondere die Eigenschaft, dass sie in Online-Werbenetzwerke, wie beispielsweise dem Google-Werbenetzwerk oder "Apple-Search-Ads", "Clickadu", "Amazon -Ads","TikTok-Ads", "Snapchat-Ads", "Meta Ads", "Microsoft-Ads", "EPOM Market", "Media.net", "Perpetua", "Ezoic", "Adcash" etc. eingebunden sind. Die Nutzung von kommerziellen Routenplanern ist dabei zumindest teilweise oft kostenfrei, "kommerziell" bedeutet aber stets, dass mit ihnen von der technischen Basis her ein Tracking möglich ist, was ja auch für gewisse Zusatzfunktionen technisch notwendige Voraussetzung ist.

#### Kommerzielle Routenplaner Schwerpunkte Wandern, Radtouren, Bergsteigen
Zu den kommerziellen Routenplanern mit den Schwerpunkten Wandern, Radtouren sowie Bergsteigen zählen in alphabetischer Reihenfolge:
- AllTrails als APP und im Webbrowser
- Alpenvereinaktiv als APP und im Webbrowser
- BBbike.org als APP und im Webbrowser
- Bergfex als APP und im Webbrowser
- Bikecitizens.net  als APP und im Webbrowser
- Bikemap als APP und im Webbrowser
- Brouter.de  als APP und im Webbrowser
- Fahrrad-routenplan.de im Webbrowser
- Falk Wander-/Fahrrad-Routenplaner – als APP und im Webbrowser
- GaiaGps.com – als APP und im Webbrowser
- GpsWandern.de  – als APP und im Webbrowser
- GPX.Studio – "Kostenlos, werbefrei und Open Source" mit Unterstützung durch das Unternehmen Mapbox – als APP und im Webbrowser
- Komoot als APP und im Webbrowser
- Kompass als APP und im Webbrowser
- LocusMAP.de  als APP und im Webbrowser
- Marco Polo Wander-/Fahrrad-Routenplaner – als APP und im Webbrowser
- Naviki.org Fahrrad-Routenplaner – als APP und[31] im Webbrowser
- Nodemapp.com "Radfahren und Wandern mit Knotenpunkten"  als APP und im Webbrowser
- OruxMaps als APP
- Outdooractive.com als APP und[32] im Webbrowser
- Rad-routen.de im Webbrowser
- Radtouren-atlas.de im Webbrowser
- Realitymaps.app – 3D – als APP und im Webbrowser
- Ridewithgps.com  als APP und im Webbrowser
- Routeyou.com  als APP und im Webbrowser
- Rother als APP und im Webbrowser
- Waymarkedtrails.org als APP und im Webbrowser
- Wikiloc.com als APP und im Webbrowser
- Wildganz.com im Webbrowser

Verschiedene Testberichte mit zahlreichen Details zu diesen Routenplanern sind im Internet u. a. seitens der FAZ zugänglich.

##### Rad-, Wander-, Planungs- und Tourenportale
Einige solcher Rad- und Wander-Routenplaner sind auch gleichsam ein Teil von Planungsportalen und Tourenportalen, von denen oft auch GPX-Daten-Downloads auf ein eigenes Gerät angeboten werden, teilweise kostenfrei und teilweise kostenpflichtig. Planungsportale für Wander- oder Rad-Freizeit-Touren heißt dort, auch selber ganz individuelle Touren zusammenzustellen zu können und zu diesen Planungsportalen gehören beispielsweise "Garmin Basecamp", "Outdooractive", "Komoot", "Strava", "gpx.Studio", "Garmin Connect", "Schweiz Mobil Plus".
Bei den Tourenportalen besteht im Vergleich zu den Planungsportalen noch eine größere Anzahl an Anbietern, dazu gehören zusätzlich neben einigen hier oberhalb schon aufgeführten Anbietern des weiteren beispielsweise:
- "Wanderbares Deutschland" zeigt Tourenportale deutscher Wanderregionen im Webbrowser. Für Portale von deutschen Tourismusregionen siehe auch Region Bayern bzw. beispielsweise direkt "Ahrtal", "Allgäu", "Eifel", "Teutoburger Wald", u. v. a. Zudem hier der Hinweis auf die Liste der Vereine im Deutschen Wanderverband.
- ADFC-Radtourismus "Routen & Regionen" und "Radfernwege – Für Etappenradler" im Webbrowser
- Flussradwege, Themenradwege, beliebte Radwege nach Regionen und weitere bietet "Schöne Radwege" im Webbrowser
- EuroVelo vom (ECF), 17 europäische Radfernwanderwege im Webbrowser
- Zahlreiche Artikel hier in der Wikipedia geben Wander- und Radtouren-Informationen, an dieser Stelle sei dementsprechend beispielsweise hingewiesen auf das Tourismus- und Sehenswürdigkeiten-Portal sowie u. a. auf die "Auflistung der Radwanderwege" nach Ländern und Regionen wie beispielsweise Rad-Routen in Rheinland-Pfalz sowie Rad-Themenrouten NRW und Rad-Themenrouten Hessen und Rad-Routen in Niedersachsen sowie die ebenfalls wikipediaeigene Liste von Wanderwegen in Deutschland.
- Bahntrassenradeln für "Radwandern auf stillgelegten Eisenbahntrassen" im Webbrowser
- Bikepacking.com "Radwandertouren weltweit" im Webbrowser
- PeakVisor.com  "3D-Karten und Gipfel-Identifizierung"  als APP
- Skitourenguru.ch "Skitourenguru unterstützt bei der Auswahl und Planung einer geeigneten Skitour mit tiefem Lawinenrisiko" im Webbrowser.
- Tourenportale von Schweizer Regionen, u. a. "Graubünden Ferien" (graubuenden.ch), "Züri Oberland" (zuerioberland.ch), "Wallis" (valais.ch), "Vaud" (myvaud.ch), "Ticino Tourismus" (ticino.ch) sowie von "Zentralschweiz", "Ostschweiz", "Nordwestschweiz", "Mittelland". Siehe auch die Liste der Velorouten in der Schweiz.
- Für Österreich siehe beispielsweise die Liste der Tourismusregionen in Tirol.

#### Zusatzfunktionen bei kommerziellen Routenplanern
Kommerzielle Routenplaner verfügen oft über einen jeweils erweiterten Funktionsumfang mit Zusatzfunktionen, die über reine Routenplanung hinausgehen:
- Manche Routenplaner weisen teilweise die vorhandenen Tankstellen mit zugehörigen Echtzeit-/Realtime-Informationen über die Spritpreise gemäß jeweils länderspezifischer Datenbanken zur Preistransparenz (in Deutschland lt. "Markttransparenzstelle für Kraftstoffe", für Österreich die "Preistransparenzdatenbank" etc.). Eine aktuelle Übersicht über all die aktuellen Anbieter enthält z. B. die Webseite des Bundeskartellamts inklusive Direktlinks dorthin.
- Oft haben die hierzu zählenden APP-Anwendungen auch Funktionen zum Aufzeichnen, d. h. zu  „Fahrt aufzeichnen“ bzw. „Wanderung aufzeichnen“. Somit enthalten sie  teilweise Funktionen von Activity Trackern  bzw. sind mit derartigen Geräten und Diensten zu verbinden.
- Zum Teil bieten die APP-Anwendungen  selbst auch soziale Internet-Netzwerke für Outdoor-Aktivitäten bzw. einen Anschluss daran.
- Routenplanerfunktionen sind teilweise auch integriert in Touristik-Webseiten, Reise-Suchmaschinen sowie Reise- bzw. Hotel- und Wohnmobilstellplatz-Buchungsportale im Internet wie beispielsweise Tripadvisor, Kayak, trivago, momondo, Opodo, Tiscover, HolidayCheck, Booking.com, TravelScout, Meiers Weltreisen, L’TUR, HRS, Forum Anders Reisen etc.
- Navigationsgeräte mit Routenplanern haben in einigen Fällen auch Dashcamfunktionen integriert.

#### Kommerzielle Routenplaner Schwerpunkte KFZ / ÖPNV
Zu den kommerziellen Routenplanern mit Schwerpunkte KFZ bzw. öffentlicher Nah-/Fernverkehr zählen in alphabetischer Reihenfolge:
- ADAC (MAP) – auch u. a. für Wohnmobile – als APP und im Webbrowser
- Apple Maps als APP und im Webbrowser
- Calimoto.com – Schwerpunkt Motorräder
- Camperstop – Schwerpunkt Wohnmobile – als APP und im Webbrowser
- CopilotGps.com – Schwerpunkt LKW und Wohnmobile – als APP
- DB Navigator – ÖPNV / Zugverkehr Deutschland – als APP und im Webbrowser
- DKV-Mobility-App – Schwerpunkt LKW-Routenplanung
- Falk Kfz- und ÖPNV-Routenplaner – als APP und im Webbrowser
- FlixBus & FlixTrain – Nah-/Fernverkehr
- Google Maps als APP und im Webbrowser
- HereWeGo als APP und im Webbrowser
- Kurvenkoenig.de – Schwerpunkt Motorräder – im Webbrowser
- Kurviger.com – Schwerpunkt Motorräder – im Webbrowser
- MapTrip.de – Schwerpunkt LKW-Routenplanung – als APP
- Microsoft Maps als Windows-APP und im Webbrowser
- mobil.nrw – ÖPNV-Routenplaner – als APP und im Webbrowser
- MOTORRAD – Schwerpunkt Motorräder – im Webbrowser
- Navigon als APP
- ÖBB-APP – Zugverkehr Österreich – als APP
- promobil – Schwerpunkt Wohnmobile – als APP und im Webbrowser
- Ridelink.com – Schwerpunkt Motorräder – als APP und im Webbrowser
- Routenplaner24.net im Webbrowser
- SBB Mobile – ÖPNV / Zugverkehr Schweiz – als APP
- Sygic.com  – Schwerpunkt LKW und Wohnmobile – als APP
- TomTom Go als APP
- Via Michelin als APP und im Webbrowser

Für den ÖPNV-Bereich gibt es seitens der Verkehrsverbünde in Deutschland zudem weitere zahlreiche APPs und Webseiten zur jeweils lokalen Routenplanung.

#### Kommerzielle nautische Routenplaner und Luftfahrtrouten
- Zu den kommerziellen nautischen Routenplanern zählen u. a.:
  - Skipper.adac.de – Portal – als APP und im Webbrowser
  - Bootssaison.de  "Watersport"  als APP
  - C-Map.com "Boating/Marine Charts"  als APP
  - Ssvw.org  "SailDroid"  als APP

Schiffsverkehr-Echtzeitkarten bzw. Schiffsverfolgung (natürlich ohne u. a. Anzeige von Schattenflottenschiffen) im Webbrowser bieten u. a. "Marinetraffic.com", "Schiffspositionen.net", "Schiffsradar.org" etc.
- Zu den kommerziellen Luftfahrtrouten mit Anzeige im Webbrowser zählen u. a.:
  - Luftlinie.org – Luftverkehr Entfernungsrechner
  - Airportinfo.live/de – Abflüge und Ankünfte Flughäfen weltweit
  - Flugplandaten.de – Abflüge und Ankünfte Flughäfen weltweit
  - Flugzeiten.net – Abflüge und Ankünfte Flughäfen weltweit
  - Airports-worldwide.info – Abflüge und Ankünfte Flughäfen weltweit
  - Flug-status.de – Abflüge und Ankünfte Flughäfen weltweit

Siehe Liste von Flugverfolgungsdiensten für Möglichkeiten einer Echtzeit-Flugverfolgung mit Anzeige im Webbrowser.

## Daten

### Datenherkunft
Die Geodaten (routingfähige Straßennetzdaten, geokodierte Hausnummern, Points of Interest) der verschiedenen Routenplaner kommen von nur wenigen Firmen. Über längere Zeit kamen aktuelle europaweite Straßendaten u. a. von den Firmen HERE (ehemals Navteq), TomTom (ehemals Tele Atlas) und PTV erstellt.
Gleichzeitig hat sich das freie Communityprojekt OpenStreetMap (OSM) immer größerer Beliebtheit erfreut und für sich das Ziel gesetzt, weltweit Geodaten zu sammeln, die dann jedermann kostenfrei zur Verfügung gestellt werden. Im städtischen Gebiet waren die Daten schon in der Vergangenheit oft nahezu vollständig, in der Fläche gab es regionale Unterschiede bei Qualität und Vollständigkeit, die mit Stand des Jahres 2025 aber als „grundsätzlich behoben“ bezeichnet werden können. Ein Beleg dafür ist u. a., dass auch TomTom seit dem Jahr 2023 auf den von OpenStreetMap bereitgestellten Basisdaten aufbaut.

### Lösungsstrategien
Lösungen lassen sich mit Hilfe der Graphentheorie finden; für eine optimale Lösung zum Beispiel mit dem Dijkstra-Algorithmus. Um für Routenplaner mit Straßennetzwerken ganzer Kontinente hinreichend schnell zur optimalen Lösung zu kommen, ist der Einsatz von Beschleunigungstechniken erforderlich. Viele kommerzielle Systeme verwenden noch Heuristiken, die jedoch ebenfalls sehr gute Lösungen finden. Ein Spezialfall der Routenplanung ist das Problem des Handlungsreisenden.

## Geschichte

### Radroutenplaner

Beispiel für die Ausgabe des Radroutenplaners des Verkehrsverbunds Stuttgart

Als Radroutenplaner werden spezielle Routenplaner bezeichnet, die bei der Streckenermittlung gezielt Radwege oder für Radfahrer geeignete Wege bevorzugen. Im Gegensatz zu den sehr zahlreichen Online-Routenplanern für Autofahrer existierten anfangs zunächst nur wenige derartiger Online-Radroutenplaner. Zu den wenigen zählte beispielsweise GraphHopper, der seine Daten schon damals vom OpenStreetMap-Projekt bezog und z. B. beim mittlerweile eingestellten Touren- bzw. Freizeitportal GPSies im Einsatz war. Die Entwicklung bei den kommerziellen Radroutenplanern geht nun teilweise in den vergangenen Jahren in eine ebensolche Richtung, dass sie zunehmend mit angeschlossenen bzw. integrierten Tourenportalen und vielfältigen touristischen Zusatzinformationen und -Angeboten angereichert werden.
Der erste Radroutenplaner mit Finanzierung durch die Öffentliche Hand wurde im Jahr 1997 vom Land Nordrhein-Westfalen angeboten, seitdem folgten u. a. die Bundesländer Hessen, Rheinland-Pfalz, Bremen, Bayern und seit April 2011 Schleswig-Holstein und seit 2014 Niedersachsen. In den Niederlanden existiert ein ähnliches System, das vom dortigen nationalen Fahrradclub betrieben wird. Auch die anderen deutschen Bundesländer folgten im Laufe der anschließenden Jahre und nahmen fast alle jeweils landeseigene Radroutenplaner in Betrieb. Für Hamburg und Umland ist ein Radroutenplaner in die Fahrplanauskunft des HVV integriert, für Berlin und Umland gibt es ähnliches seitens den BVG. Ein anfängliches Beispiel für einen lokalen Radroutenplaner unterhalb der Landesebene ist derjenige des Verkehrs- und Tarifverbunds Stuttgart, der ein Gebiet von fünf Landkreisen abdeckt und durch die Kombinationsmöglichkeit mit öffentlichen Verkehrsmitteln neben der touristischen Erschließung auch der Förderung des Nahverkehrs bzw. ÖPNV  dienen soll. Spätestens mit Stand im Jahr 2025 ist festzustellen, dass es mittlerweile eine große Auswahl an Radroutenplanern gibt und dazu zählen auch die Communitybasierten Routenplanerangebote.